# Rostov na Donu
Rostov na Donu (rusky Росто́в-на-Дону; ukrajinsky Росто́в-на-Дону́ – v ukrajinské literatuře též Ростів) je město na jihu evropské části Ruska. Leží na řece Don, 46 km od jejího ústí do Azovského moře a asi 100 km od hranic s Ukrajinou. Je správním střediskem Rostovské oblasti a celého Jižního federálního okruhu. Žije zde přibližně 1,14 milionu obyvatel.

## Dějiny
Město bylo založeno v roce 1749 (listinou císařovny Alžběty Petrovny z 15. prosince) a nedlouho po jeho založení zde vznikla i pevnost Demetrius. Pojmenováno bylo po biskupovi svatém Dimitriji Rostovském, pocházejícím z Rostova v Jaroslavské oblasti. Díky vhodné poloze nedaleko moře se malé město kolem své pevnosti postupně rozšiřovalo.
Od roku 1784 byla pevnost Demetrius s okolním sídlištěm spolu s Nachičevanem na Donu, Taganrogem a Azovem součástí Mariupolského ujezdu (okresu) Jekatěrinoslavské gubernie. V roce 1796 se Mariupolská župa stala součástí gubernie Novoruské. V roce 1797 byla provincie opět rozdělena na 12 krajů, včetně samostatného okresu Rostov. V roce 1802 byl okres Rostov znovu součástí Jekatěrinoslavské gubernie.
Název Rostov na Donu ve své dnešní podobě je z roku 1796, kdy tehdejší městys získal práva skutečného města. Až do roku 1917 bylo město právem považováno za obchodní město. Díky velkému dopravnímu ruchu na řece Donu se rozrůstalo tak rychle, že už roku 1928 sem byly přestěhovány úřady regionální správy z Novočerkassku. V letech 1915–20 se Rostov stal střediskem prorusky smýšlejících („moskvofilních“) Rusínů a Ukrajinců z rakousko-uherské Haliče, kteří sem byli evakuováni před perzekucemi ze strany rakouských úřadů (Haličsko-ruský výbor vedený Volodymyrem Dudykevyčem tu pro ně dokázal zřídit i gymnázium) a mnoho Ukrajinců studujících na univerzitě se rovněž přistěhovalo z Varšavy; fungovala zde velmi silná ukrajinská obec. V letech 1918–19 byl i proto ukrajinskými nacionalisty Rostov nárokován do rámce nově vzniklé Ukrajinské lidové republiky, nicméně, zůstal v hranicích Ruska. V Rostově převažovalo rusky mluvící obyvatelstvo před ukrajinsky mluvícím v poměru 60:40, na rozdíl od sousedící oblasti Kubáně, která byla silně ukrajinská (Ukrajinci 915 450 lidí, Rusové 498 102 k roku 1926).
V rámci boje komunistů proti náboženství, po ruské občanské válce a ustanovení rudé vlády tu byly zbořeny dvě kdysi dominantní katedrály – Katedrála sv. Alexandra Něvského a Katedrála sv. Jiří v Nachičevanu.
V době Velké vlastenecké války bylo město dvakrát obsazeno německou armádou. První okupace začala 21. prosince 1941 a trvala pouze sedm dní. Němečtí generálové město považovali za důležitou železniční křižovatku, říční přístav a přístup na Kavkaz. První tanková armáda byla z města vytlačena již 27. prosince, avšak Němci město znovu obsadili 24. července 1942. Druhá okupace trvala až do 14. února 1943. Obnova bombardováním těžce poškozeného města trvala více než deset let.
Přestože na začátku 90. let minulého století po pádu SSSR tu byla bída a kriminalita, situace se dnes lepší. Vznikají nové podniky a jiné se sem usazují z okolních oblastí. Důležitým zaměstnavatelem je firma Rostvertol, vyrábějící vrtulníky. Obrat zahraničního obchodu Rostovské oblasti v roce 2012 činil 10,2 mld. USD (vývoz: 5,31 mld. USD, dovoz: 4,88 mld.).
V brzkých ranních hodinách 24. června 2023 bylo město obsazeno vojáky Wagnerovy skupiny pod vedením Jevgenije Prigožina. Ruský prezident Vladimir Putin to označil za vzpouru.

## Obyvatelstvo
Milionu obyvatel dosáhl Rostov na konci 80. let 20. století; v současnosti je 10. největším městem Ruska. Většinu obyvatelstva tvoří Rusové, výraznější menšinou (okolo 2 %) jsou Ukrajinci a Arméni.
| Rok      | 1840   | 1897    | 1914    | 1939    | 1959    | 1970    | 1989      | 2000      | 2010      |
| Obyvatel | 12 600 | 119 500 | 172 300 | 502 900 | 600 000 | 757 000 | 1 019 300 | 1 012 700 | 1 089 851 |

## Doprava

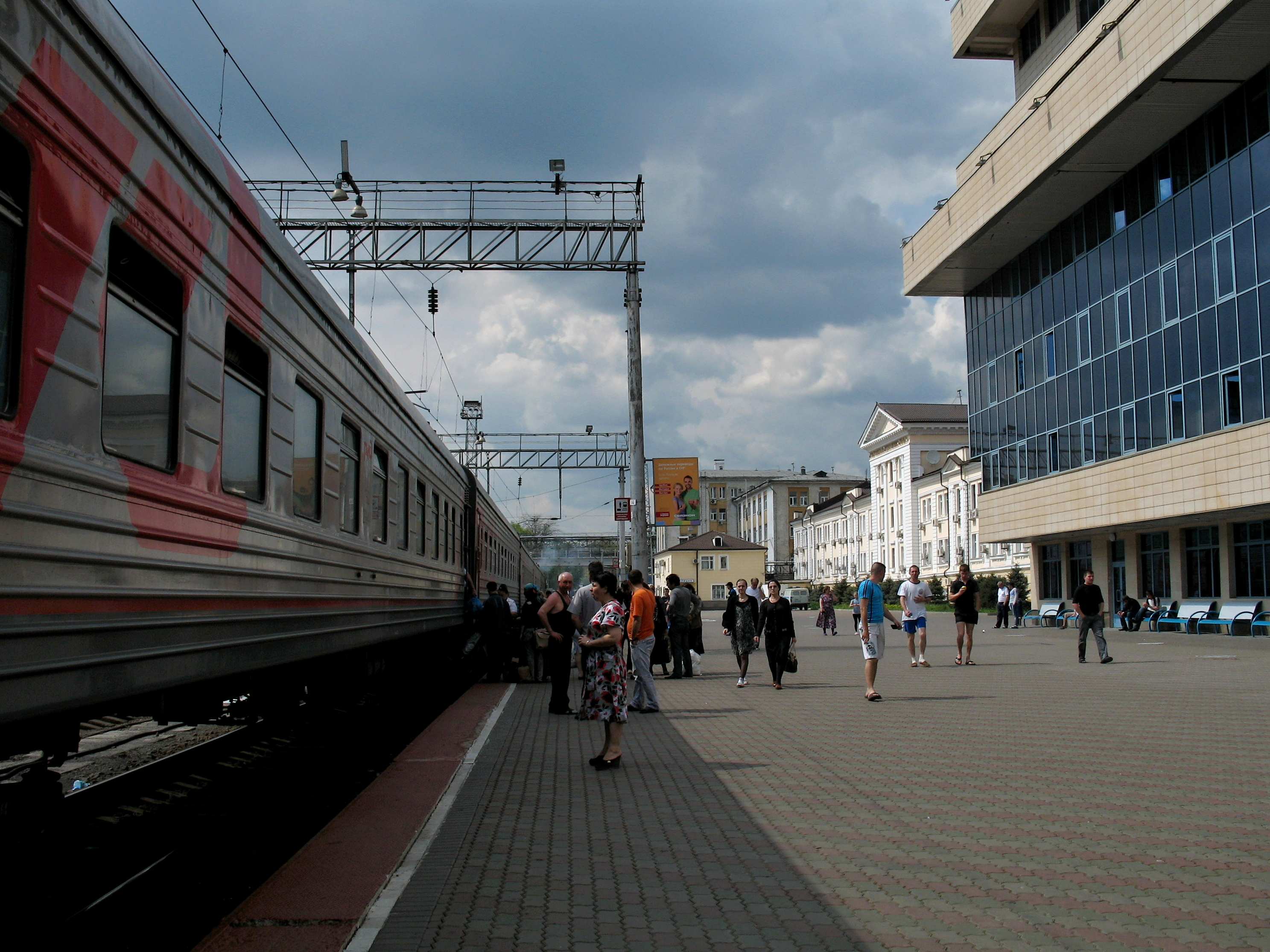
Rychlík Moskva – Groznyj ve stanici Rostov na Donu hlavní nádraží

V Rostově funguje mezinárodní letiště a mezinárodní říční přístav. Sídlí zde správa Severokavkazské dráhy. Městem prochází dopravní koridor Moskva–Voroněž–Rostov na Donu–Kavkaz. Zároveň zde odbočuje silnice spojující Rostov s Mariupolem a Oděsou a železnice přes Taganrog na Donbas a dále na Ukrajinu.
Tramvajová doprava v Rostově na Donu čítala roku 2007 6 linek; dále zde jezdí 11 linek trolejbusů, 72 linek autobusů a 54 maršrutek. Již několik desetiletí je v plánu výstavba metra, v květnu 2010 počítal plán města s první linkou vedoucí směrem západ – severovýchod, plánované datum uvedení do provozu první etapy metra je v roce 2020.
V dubnu 2021 byl v rostovském přístavu dokončen terminál na překládku až 1 milionu tun obilí ročně. Kapacita terminálu bude postupně navyšována.

## Osobnosti města
- Jelena Gněsina (1874–1967), ruská hudební pedagožka, pianistka a skladatelka
- Martiros Sarjan (1880–1972), arménský malíř
- Sabina Spielrein (1885–1942), ruská lékařka židovského původu
- Savielly Tartakower (1887–1956), kosmopolitní šachový velmistr a teoretik
- Georgij Petrusov (1903–1971), sovětský novinářský fotograf
- Alexandr Pečerskij (1909–1990), poručík Rudé armády, přeživší KL Sobibor
- Viktor Gluškov (1923–1982), sovětský informatik a matematik
- Michail Simonov (1929–2011), sovětský a ruský konstruktér letadel
- Viktor Ponědělnik (1937), ruský fotbalista
- Alexandr Kajdanovskij (1946–1995), sovětský, respektive ruský herec, scenárista a režisér
- Konstantin Lavroněnko (1961), ruský filmový a divadelní herec
- Alexandr Mitrofanov (1957), český novinář ruské národnosti
- Irina Livanovová (1965), ruská filmová herečka
- Světlana Gončarenková (1971), ruská atletka, sprinterka
- Antonina Krivošapková (1987), ruská atletka, sprinterka
- Eva Rivas (1987), rusko–arménská zpěvačka
- Throawy (2005), ruský poloprofesionální hráč hry Counter Strike Global Offensive
- Věra Stěpanovna Morhunovová (1924–1944) – padlá při osvobozování Československa za druhé světové války

## Partnerská města
- Antalya, Turecko
- Čchongdžu, Jižní Korea
- Doněck, Ukrajina
- Dortmund, Německo
- Gera, Německo
- Glasgow, Spojené království
- Homel, Bělorusko
- Jerevan, Arménie
- Kajaani, Finsko
- Le Mans, Francie
- Luhansk, Ukrajina
- Mobile, USA
- Oděsa, Ukrajina
- Oral, Kazachstán
- Pleven, Bulharsko
- Toronto, Kanada
- Volos, Řecko

## Galerie

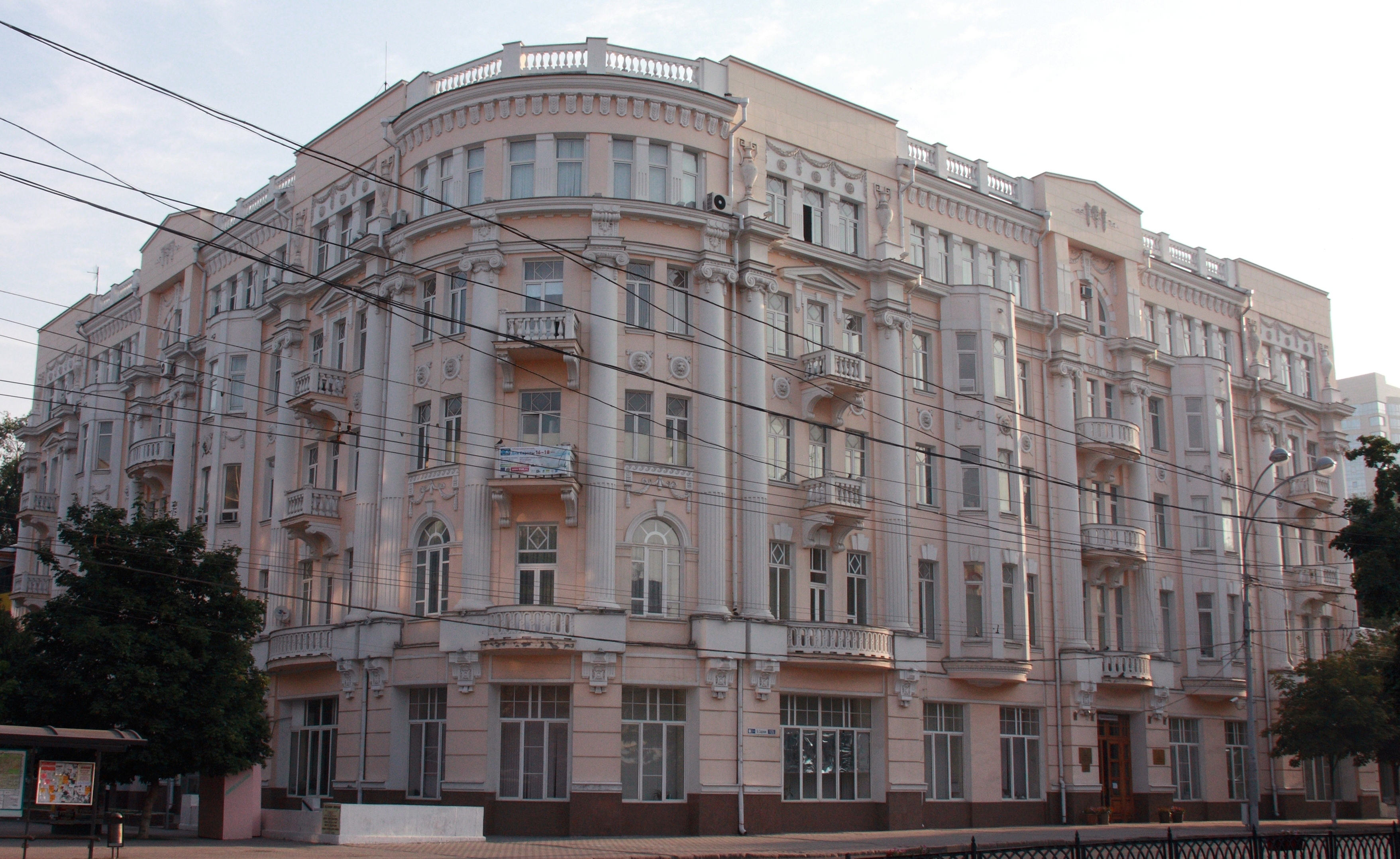
Jižní Federální Univerzita
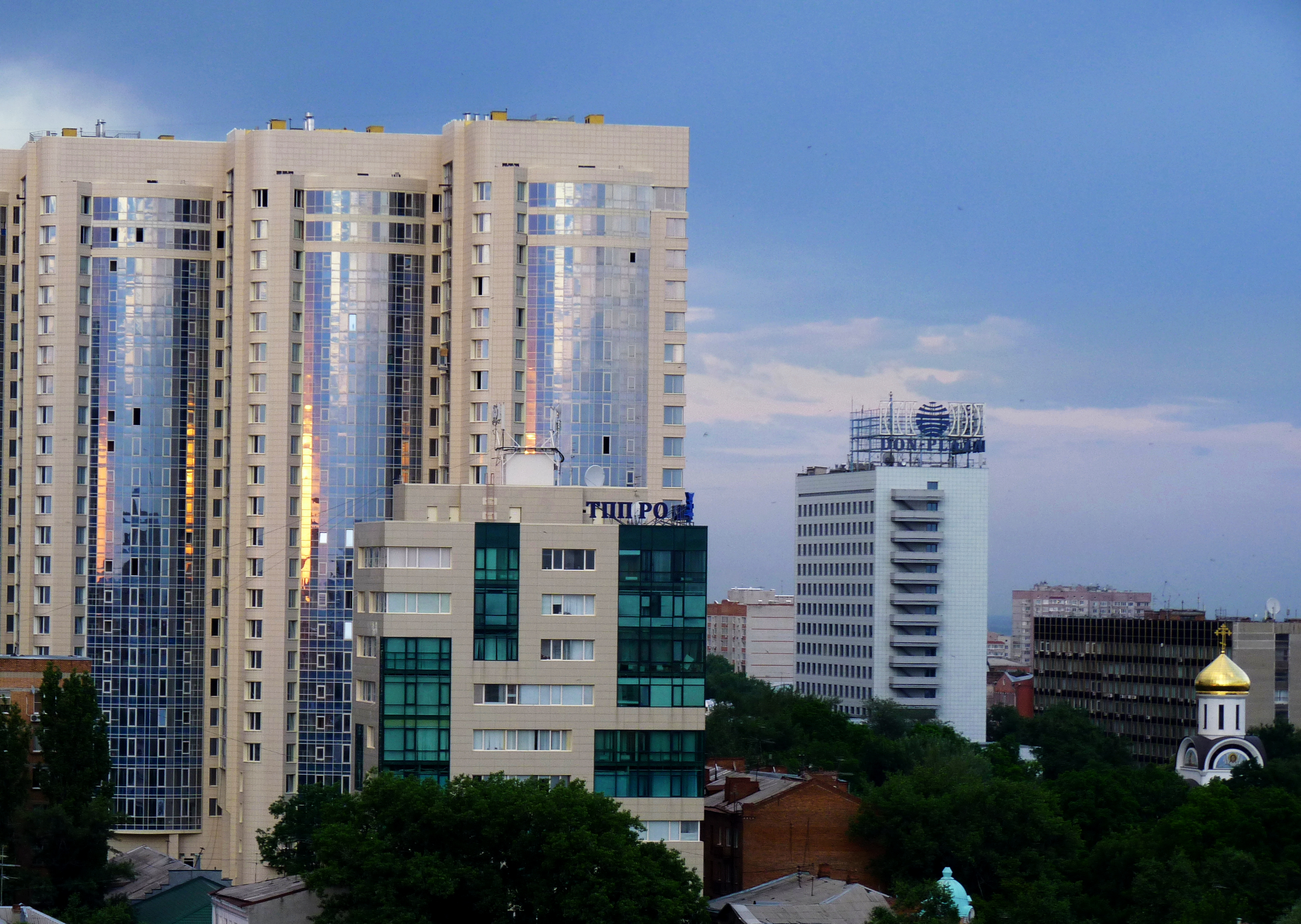
Rezidenční komplex
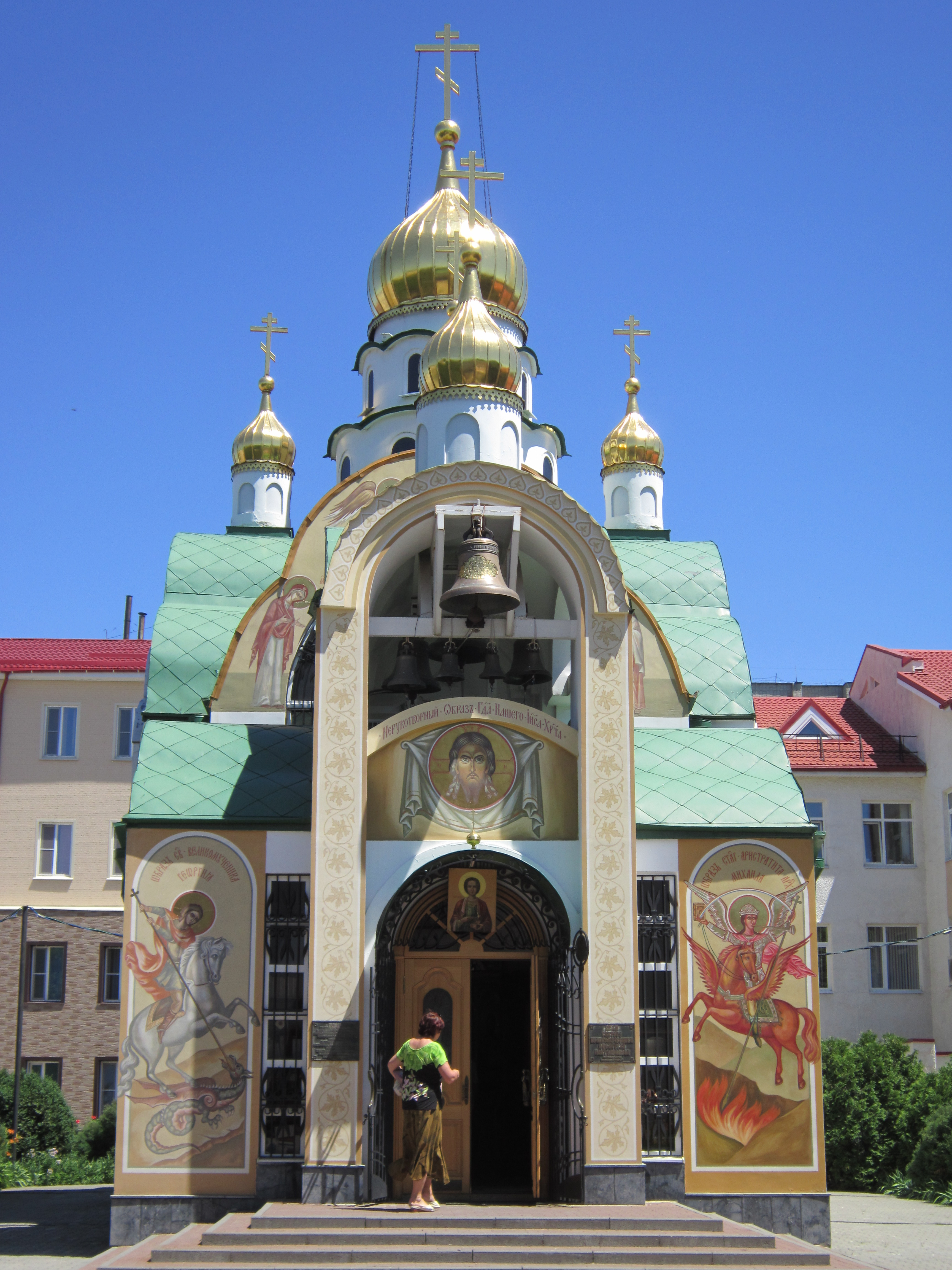
Kostel Svatého Pantaleona

## Panoráma

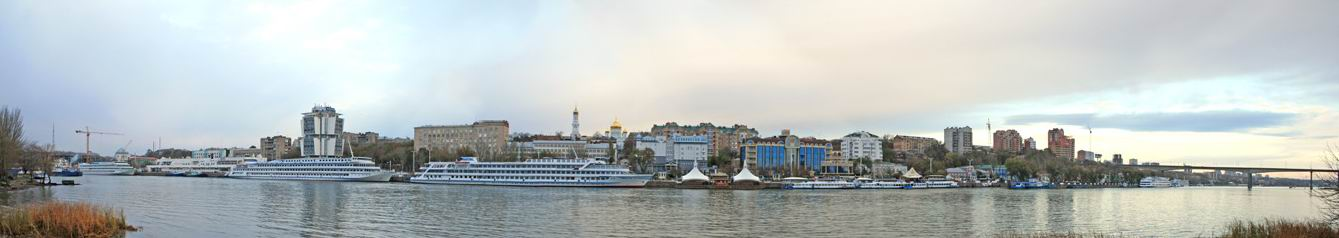
Panoráma města z levého břehu Donu